# Maciej Kazimierz Danowski
Maciej Kazimierz Danowski z Danowa herbu Krzywda – podczaszy wiski w 1658 roku, komornik graniczny wiski.
Poseł sejmiku wiskiego na sejm 1662, 1664/1665, 1666 (I), 1666 (II), 1667 roku.
Zrezygnował z urzędu w 1672 roku, podpisał elekcję Jana III Sobieskiego z ziemi wiskiej.
Żonaty z Anną Lesiowską, miał córkę Agnieszkę.